# Germán Avé Lallemant
Pour les articles homonymes, voir Avé et Lallemant.
Germán Avé Lallemant ou Germán Avé-Lallemant est un ingénieur, agronome et homme politique argentin d'origine allemande, né en 1835 ou 1836 dans la ville libre et hanséatique de Lübeck, alors un État de la Confédération germanique, mort le 2 septembre 1910 à San Luis (Argentine). Il est connu pour son œuvre scientifique et comme introducteur du socialisme en Argentine, rédacteur en chef d'un des premiers journaux syndicaux.

## Biographie
De confession protestante, fils légitime de Robert Avé-Lallemant et de Meta Lone (Löwe ?),, son père, Robert Christian Berthold (1812-1884), né et mort à Lübeck, était un médecin et explorateur qui avait longtemps séjourné au Brésil et participé au tour du monde de la frégate autrichienne Novara,. Il n'est pas sûr que Germán ait suivi des études universitaires. Il émigre en Argentine entre  1868 et 1870 et part pour la région du Cuyo (centre-ouest du pays) pour y chercher des gisements d'or et de pétrole. De 1871 à 1873, il dirige une exploitation aurifère à La Carolina (es) (province de San Luis).
Vers 1872, il s'établit à San Luis, petite ville qui compte à peine 3 748 habitants au recensement de 1869 : il épouse Enriqueta Lucero, d'une famille traditionnelle de San Luis, et obtient un poste de recteur d'internat puis de professeur de physique et chimie au Colegio Nacional. En 1875, il est le premier à fabriquer de la dynamite en Argentine pour l'exploitation minière.
Dans les années 1880, il réalise plusieurs voyages d'études géologiques dont il rédige le compte-rendu : Los límites de San Luis con Córdoba (1882), une série de notes sur les gisements miniers de Paramillos de Uspallata (1885), Memoria Descriptiva de la Provincia de San Luis (entre 1882 et 1888). De 1885 à 1889, il est administrateur des mines de plomb, argent et zinc de Paramillos de Uspallata avant de laisser la direction à Francisco Sabatié qui fait construire une fonderie à Uspallata, à 35 km de la mine. En 1890, Germán Avé Lallemant publie une description du centre minier : La minería en la provincia de Mendoza: El Paramillo de Uspallata, ainsi que 7 études sur la géologie de la province de Mendoza et deux cartes géologiques.
Il est membre ou correspondant des principales institutions scientifiques argentines, pratiquement dès leur fondation : Société scientifique argentine (1874), Société entomologique argentine (1874), Académie nationale des sciences, de Córdoba (1875), Société géographique argentine et Institut géographique argentin.
Au cours de ses séjours à Buenos Aires, il découvre le socialisme allemand introduit par des émigrants. Il entre dans le Club Vorwärts (es) (en allemand : Verein Vorwärts, « Union En avant »), fondé le 1er janvier 1886 comme branche de la social-démocratie allemande. Le 1er mai 1890, les socialistes argentins célèbrent pour la première fois la fête du travail. En juillet, près de trente sociétés  d'origines variées, unions professionnelles, clubs d'immigrants italiens, allemands ou scandinaves, se constituent en « Fédération nationale des travailleurs de la république argentine » (ou « de la région argentine »). En décembre 1890, Germán Avé Lallemant devient le premier rédacteur en chef du nouveau journal de la Fédération, El Obrero (« L'Ouvrier »). Il milite à l'Union civique qui devient l'Union civique radicale.
Il invente un nouveau modèle d'hygromètre et publie plusieurs articles sur l'exploitation du pétrole, l'archéologie, le folklore et la flore. Vers la fin de sa vie, il se consacre à l'agronomie et à l'arpentage. Il meurt en 1910 alors qu'il travaille à une nouvelle version de la carte topographique de la province de San Luis.

Images d'Argentine
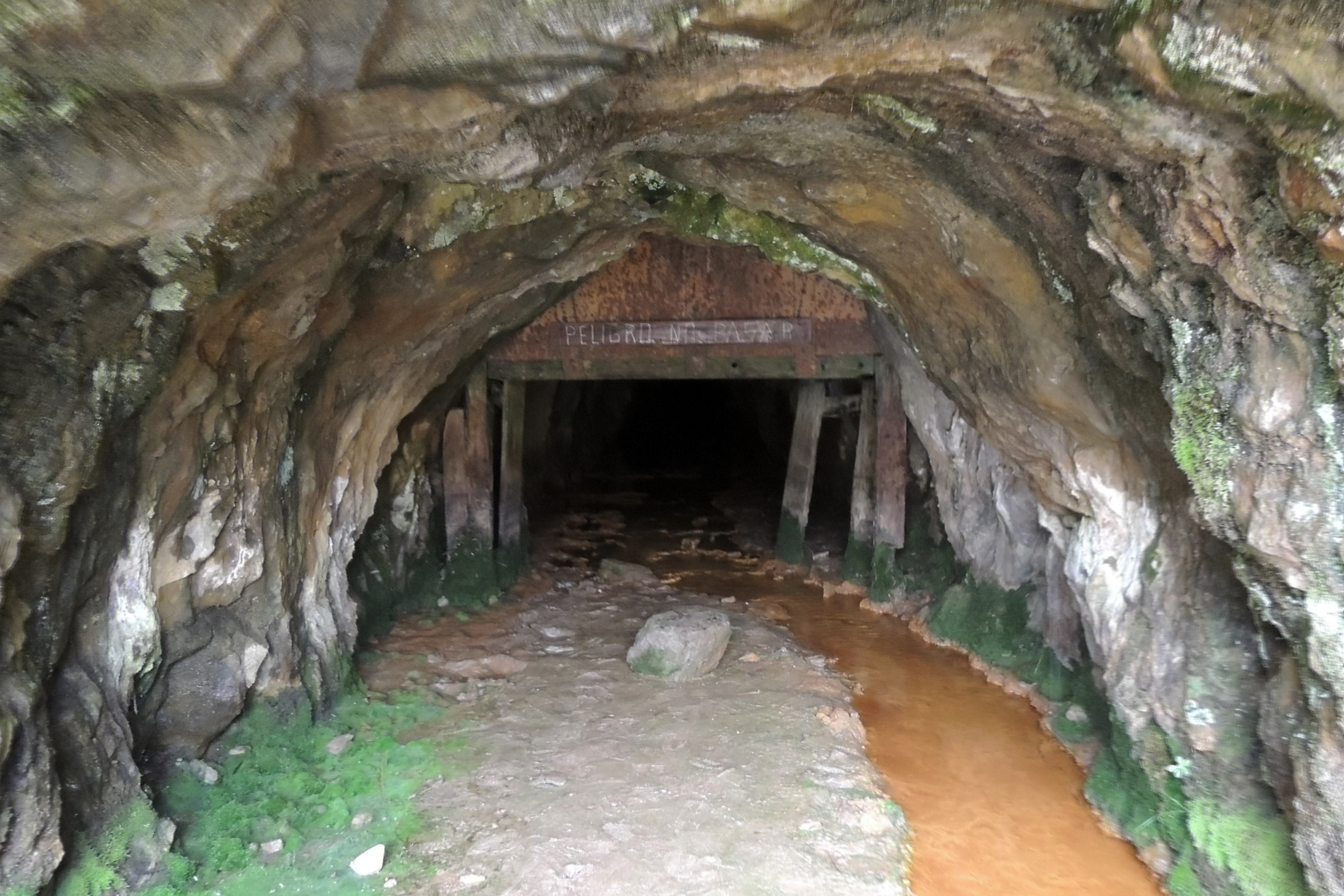
Entrée de la mine de La Carolina en 2015.
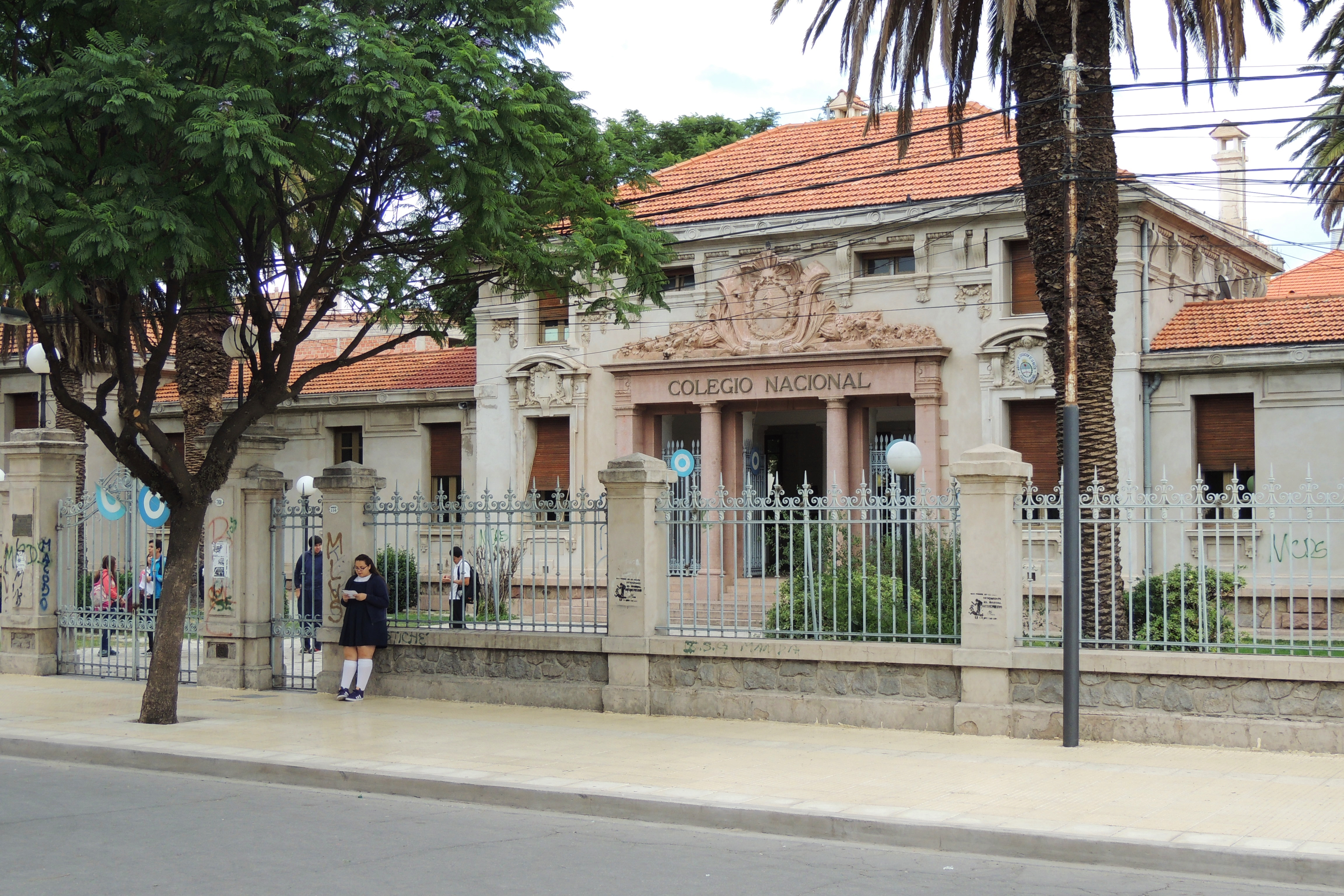
Colegio Nacional de San Luis en 2015
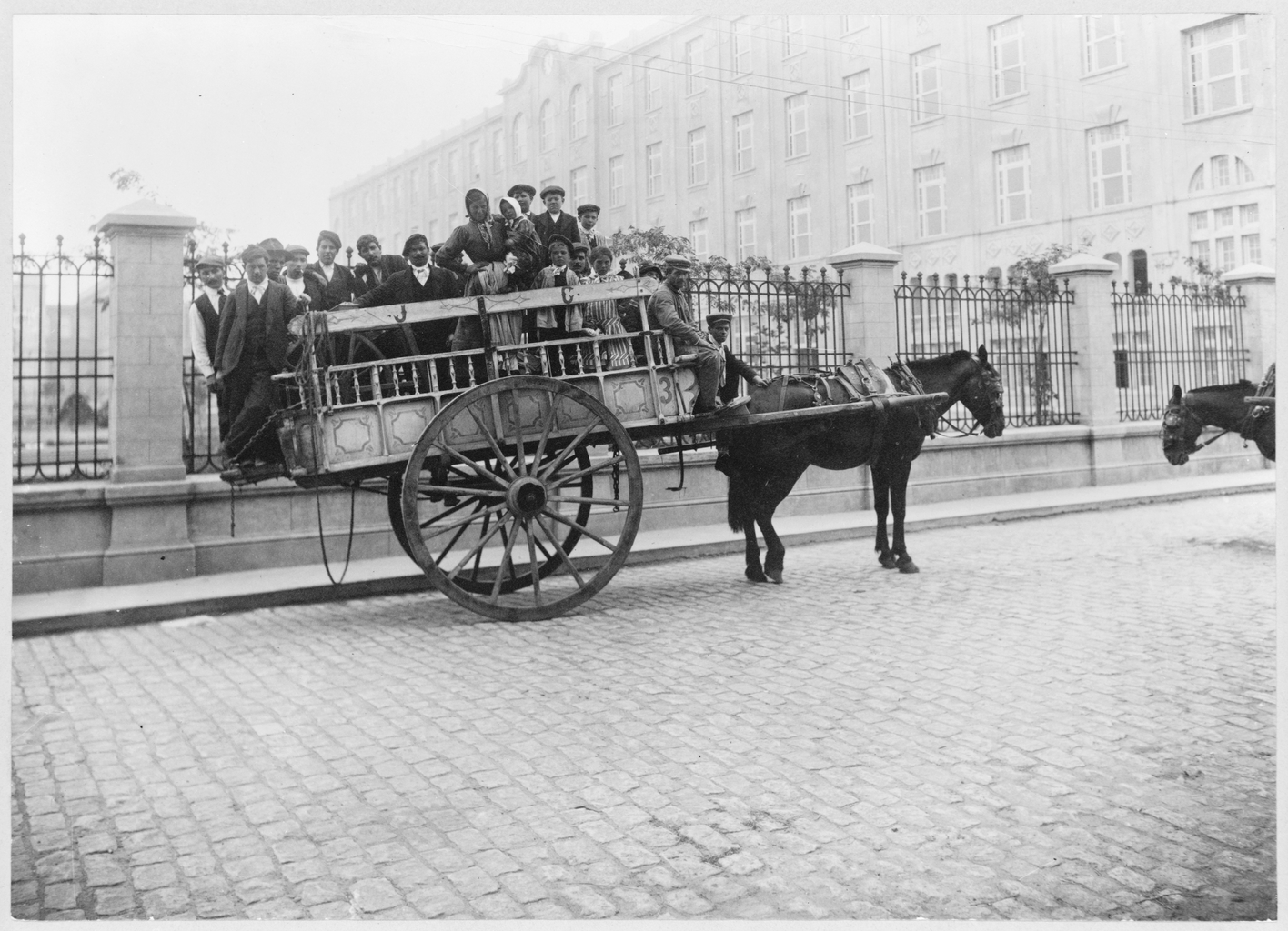
Immigrants transportés en voiture à cheval à Buenos Aires, v. 1898

## Citation
« Le peon du Monte de San Luis est un pisteur et convoyeur à qui aucun animal perdu n'échappe, un ouvrier extrêmement habile qui sait faire avec sa hache toutes sortes d'ouvrages de bois, un chasseur de lion, un cavalier et dresseur de poulains de premier ordre, et un homme dont le standard of life est on ne peut plus modeste. Il est connu comme une excellent matériel humain pour la vie militaire, spécialement pour la cavalerie. Malheureusement, le jeu et l'alcool sont les vices les plus répandus dans le prolétariat rural de cette province, aussi bien d'ailleurs que dans les classes moyennes. »

## Œuvres
- La minería en la provincia de Mendoza: El Paramillo de Uspallata, P.E. Coni e Hijos, Buenos Aires, 1890
- La clase obrera y el nacimiento del marxismo en la Argentina: selección de artículos de Germán Avé Lallemant, Anteo, 1974,